# Densità spettrale di energia
In teoria dei segnali, dato un segnale x(t) e data la sua trasformata di Fourier X(f), si definisce densità spettrale di energia del segnale x(t) la funzione:
{\displaystyle E(f)=\left|X(f)\right|^{2}},
che rappresenta la distribuzione dell'energia del segnale alle diverse frequenze.
Per la relazione di Parseval, si ha che {\displaystyle \int _{-\infty }^{+\infty }\|X(f)\|^{2}df=\int _{-\infty }^{+\infty }\|x(t)\|^{2}dt=E_{x}}, ovvero l'energia del segnale x(t).
Come esempio fisico di un possibile metodo di misura del valore della densità spettrale di energia di un segnale per una determinata frequenza, supponiamo che {\displaystyle x(t)} rappresenti il valore di tensione (in volt) di un impulso elettrico che si propaga su un mezzo trasmissivo terminato con un resistore di valore {\displaystyle R} unitario, e che tutta l'energia del segnale venga dissipata sul resistore, senza riflessioni. La potenza dissipata al tempo {\displaystyle t} è  {\displaystyle x(t)^{2}/R=x(t)^{2}}, in modo che l'energia totale si calcola integrando {\displaystyle x(t)^{2}} rispetto al tempo per la durata dell'impulso. Per misurare il valore della densità spettrale di energia {\displaystyle E_{x}(f)} alla frequenza {\displaystyle f}, si potrebbe inserire prima del resistore un filtro passa banda che trasmetta solo un intervallo limitato di frequenze {\displaystyle \Delta f} vicino alla frequenza di interesse, e quindi misurare l'energia totale {\displaystyle E(f)} dissipata sul resistore. Il valore della densità spettrale di energia alla frequenza {\displaystyle f} viene quindi stimata pari a {\displaystyle E(f)/\Delta f}. In questo esempio, poiché {\displaystyle x(t)^{2}/R} ha le dimensioni di V2 Ω−1, l'energia {\displaystyle E(f)} ha quelle di V2 s Ω−1 = J, e quindi la stima {\displaystyle E(f)/\Delta f} della densità spettrale di energia alla frequenza {\displaystyle f} ha dimensioni di J Hz−1.

## Relazione tra Autocorrelazione e Densità Spettrale di Energia di un segnale
Si ricorda che l'autocorrelazione è la correlazione incrociata di un segnale con se stesso. Per un segnale di energia finita {\displaystyle x(t)} l'autocorrelazione è definita come: 
{\displaystyle R_{x}(\tau ){\stackrel {\mathrm {def} }{=}}\int _{-\infty }^{\infty }x(t)\ x^{*}(t-\tau )\,dt}
Ora, dato un segnale di energia finita {\displaystyle x(t)}, la sua densità spettrale di energia e l'autocorrelazione del segnale stesso sono legati dalla relazione
{\displaystyle {\mathit {E}}(f)={\mathcal {F}}\{R_{x}(t)\}=\left|X(f)\right|^{2}},
ovvero la densità spettrale di energia di un segnale {\displaystyle x(t)} è uguale alla trasformata continua di Fourier dell'autocorrelazione del segnale stesso.
Infatti
{\displaystyle {\mathit {E}}(f)={\mathcal {F}}\{R_{x}(t)\}=\int _{-\infty }^{+\infty }R_{x}(\tau )\cdot e^{-j2\pi f\tau }\ d\tau =}
{\displaystyle =\int _{\tau =-\infty }^{+\infty }\int _{t=-\infty }^{+\infty }x(t)\cdot x^{*}(t-\tau )\ dt\cdot e^{-j2\pi f\tau }\ d\tau =}
{\displaystyle =\int _{t=-\infty }^{+\infty }x(t)\int _{\tau =-\infty }^{+\infty }x^{*}(t-\tau )\ e^{-j2\pi f\tau }\ d\tau \ dt=}
ponendo ora {\displaystyle \tau '=t-\tau } nel secondo integrale, si ottiene
{\displaystyle {\mathit {E}}(f)=\int _{t=-\infty }^{+\infty }x(t)\left[\int _{\tau '=-\infty }^{+\infty }x^{*}(\tau ')\ e^{-j2\pi f(t-\tau ')}\ d\tau '\right]\ dt=}
{\displaystyle =\int _{t=-\infty }^{+\infty }x(t)\cdot e^{-j2\pi ft}\left[\int _{\tau '=-\infty }^{+\infty }x^{*}(\tau ')\ e^{j2\pi f\tau '}\ d\tau '\right]\ dt=}
{\displaystyle =X(f)\cdot \left[\int _{\tau '=-\infty }^{+\infty }x(\tau ')\ e^{-j2\pi f\tau '}\ d\tau '\right]^{*}\ dt=X(f)\cdot X^{*}(f)=\left|X(f)\right|^{2}}.